# Anca Visdei
Anca Visdei, née à Bucarest le 25 juin 1954, est une metteuse en scène, écrivaine et dramaturge d'expression française.

## Biographie
Anca Visdei, après des études à l'Institut théâtral et cinématographique de Bucarest, section mise en scène, s'exile à Lausanne avec son père, réfugié politique en Suisse. Elle suit des études de droit, de sciences politiques et de criminologie à l'Université de Lausanne et obtient une licence puis un doctorat en droit en 1979. Elle écrit des critiques de théâtre et de cinéma pour le Journal de Genève, Les Nouvelles littéraires, Le Figaro, L'Avant-scène. Anca Visdei étudie et enseigne l'art dramatique à l'école du théâtre de l'Ombre, après avoir pris des cours chez Vera Gregh.
Anca Visdei écrit pour la télévision française (sketches, séries télévisées, documentaires) et pour le cinéma. Elle est l'auteur d'une quarantaine de pièces de théâtre, dont Puck en Roumanie, L'Éternelle Amoureuse, La Médée de Saint-Médard, Toujours ensemble, Photos de classe, Dona Juana, La Patiente. Elle a également publié Jambes de femme et Amour, Chance et Réussite, mode d'emploi.
En 1995, elle reçoit une bourse de la Fondation Beaumarchais au concours RFI et, en 2001, le Prix Charles Oulmont.
En 2004, elle publie De mère en fille, coécrit avec Danielle Dumas, qui était son éditrice à L'Avant-Scène.

## Publications
Biographies
- Anouilh, une biographie, Fallois, 2012.
- Orson Welles, Fallois, 2015.
- Alberto Giacometti, Ascèse et passion, Odile Jacob, 2019.  (ISBN 2738146848)

Romans
- Atroce fin d’un séducteur, Lansman, 2002  (ISBN 2872820817)
- L’exil d'Alexandra, Actes Sud, 2008  (ISBN 2742775412)
- Confessions d’une séductrice ou l’éternelle amoureuse, Favre Sa, 2008  (ISBN 2828909964)
- Je ne serai pas une femme qui pleure, Actes Sud Junior, 2010  (ISBN 2742787151)

Pièces de théâtre
- Toujours ensemble, La femme pressée, 1994
- La Patiente ou Femme-sujet, L’Avant-Scène Théâtre, 2003  (ISBN 2749809215)
- Madame Shakespeare, La femme pressée, 2004  (ISBN 2-910584-06-2)
- De mère en fille, avec Danielle Dumas, Éditions L'avant-scène théâtre, Collection des quatre vents  (ISBN 2907468731).
- Toc et Boc, Association Les Cygnes, 2009  (ISBN 2915459584)

Essais
- Jambes de femmes, Editions Favre, 2002  (ISBN 2828905675)
- Mademoiselle Chanel, Association Les Cygnes, 2009  (ISBN 2915459606)

Littérature pour enfants
- Peau d’âne ou la véritable histoire de Peau d’âne racontée par le maître de musique du palais, L’Avant-Scène Théâtre, 2002  (ISBN 290746891X)
- Le Secret des Pommes d’Or, la Princesse et l’Architecte, L’Avant-Scène Théâtre, 2003  (ISBN 2749809223)
- La Princesse mariée au premier venu, L’Avant-Scène Théâtre, 2006  (ISBN 2749809606)

## Sources
- « Anca Visdei », sur la base de données des personnalités vaudoises sur la plateforme « Patrinum » de la Bibliothèque cantonale et universitaire de Lausanne.
- Fréquence théâtre 2005/mars n° 32
- A D S - Autorinnen und Autoren der Schweiz - Autrices et Auteurs de Suisse - Autrici ed Autori della Svizzera
- La Chartreuse | Centre national des écritures du spectacle | Actualités du CNES — Last news of the CNES
- Le cas Anca
- Le choix des bibliothécaires